# CGT Azul y Blanco
La Confederación General del Trabajo de la República Argentina "Azul y Blanco" es una central sindical paralela a la CGT histórica de Argentina, fundada en 2008 como consecuencia de la fractura de esta última.

## Historia
El sindicalista gastronómico Luis Barrionuevo, quien decidió no presentar una lista opositora a Hugo Moyano para la candidatura a secretario general —denunciando un hipotético fraude electoral— , fundó la CGT Azul y Blanca, una organización sindical paralela. El movimiento disidente ya logró el respaldo de aproximadamente 56 gremios. 
Mientras tanto, Barrionuevo buscará que la CGT Azul y Blanca consiga el reconocimiento en el Ministerio de Trabajo.

## Organización interna
- Secretaría General: Luis Barrionuevo - Sindicato de gastronómicos.
- Secretaría Adjunta: Ignacio Bruno - Sindicato de Informáticos.